# Norbert Gottschalk

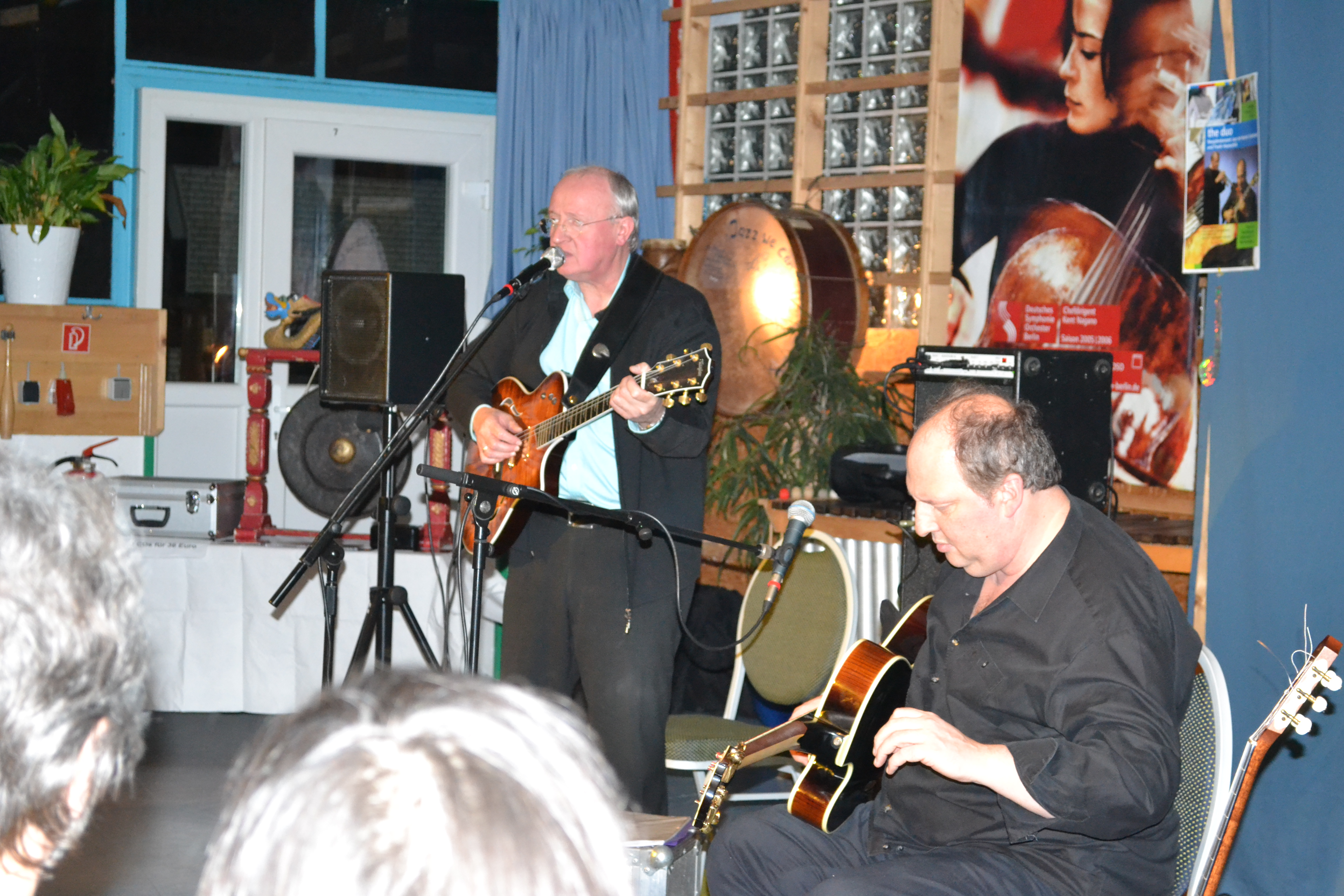
Norbert Gottschalk (stehend) bei einem Konzert mit Frank Haunschild (rechts) im „Jazz We Can“ in Bad Marienberg 2012

Norbert Gottschalk (* 7. August 1954 in Essen) ist ein deutscher Jazzmusiker (Gesang, Gitarre, Trompete, Flügelhorn), Komponist und Musikpädagoge. Jürgen Wölfer zufolge ist er einer der besten deutschen Jazzsänger.

## Leben und Wirken
Gottschalk studierte zunächst an der Gesamthochschule Essen Gitarre und Trompete und an der Hochschule für Musik Köln Gesang. Infolge eines Stipendiums bildete er sich ab 1983 an der Hochschule für Musik Hamburg im Rahmen des Modellversuchs Popularmusik weiter. 1984 war er mit eigenem Trio Preisträger der International Jazz Federation bei den Leverkusener Jazztagen. Es folgte ein Studienaufenthalt am Berklee College of Music in Boston. Er legte 1988 sein Debütalbum Light-Weight-Sight als Jazzvokalist vor; es wurde mit dem Vierteljahrespreis der Deutschen Schallplattenkritik ausgezeichnet. Es folgten weitere Produktionen, darunter das Soloalbum Jazzvocals - Guitars - Horns und vier Alben im Duo mit dem Gitarristen Frank Haunschild. Er arbeitete u. a. mit Michael Mantler (Many Have No Speech, 1987), Peter Herbolzheimer und dem Jazzchor Freiburg, ferner ist er Mitglied von Jazzpool NRW und arbeitete mit Thomas Freitag und Richard Rogler. Er gilt als virtuoser Scatsänger und betätigte sich außerdem als Liedtexter und Komponist, u. a. für Frank Nimsgern/Chaka Khan. Auch komponierte er für den SDR und die Big Band von Erwin Lehn.
Seit 1993 lehrte Gottschalk am Staatlichen Conservatorium Maastricht; auch war er zehn Jahre Dozent an der Musikhochschule Köln sowie Gastprofessor in Luzern. Seit 2001 unterrichtet er Jazzgesang und Vokalimprovisation am International Music College Freiburg.

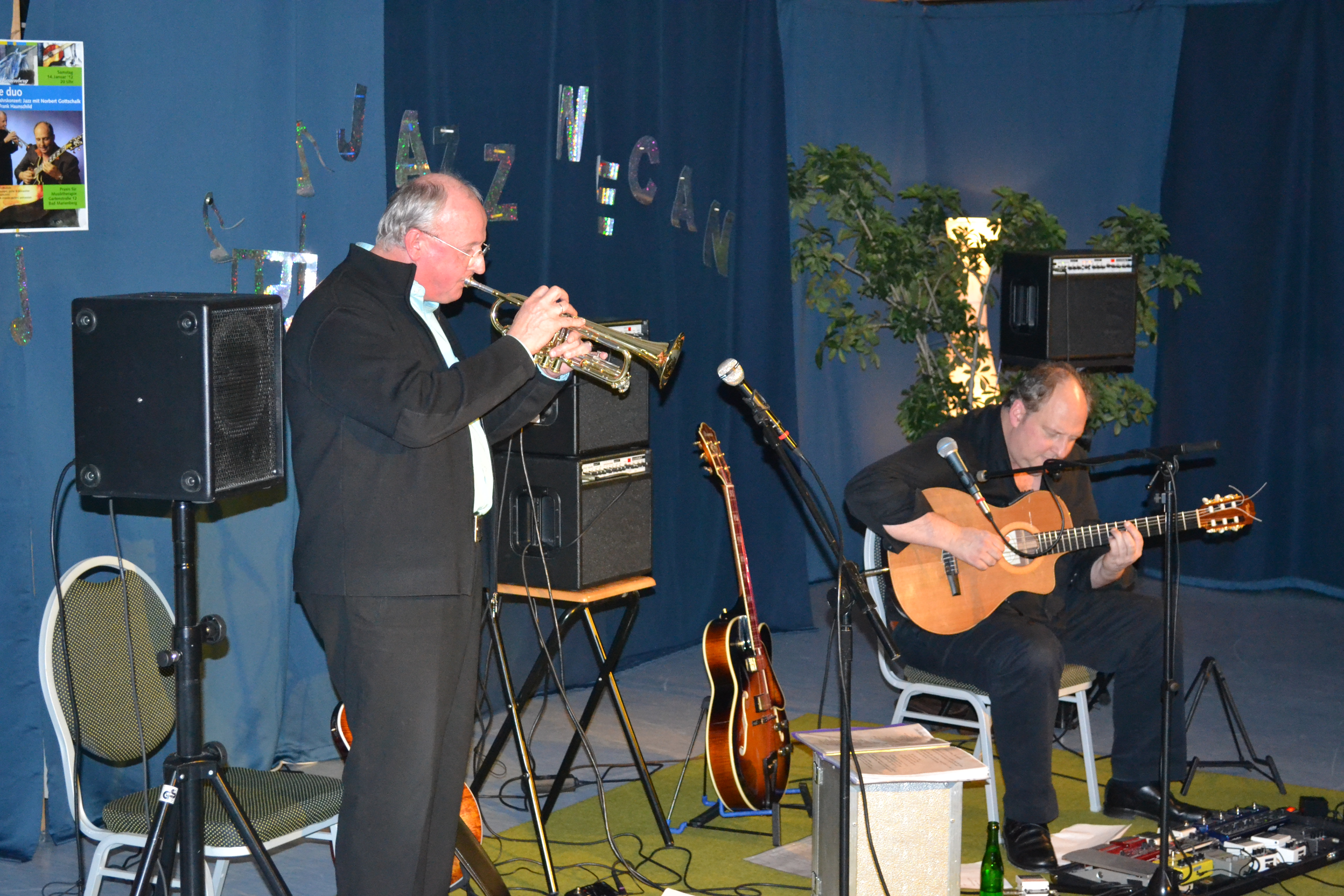
Norbert Gottschalk (links) bei einem Konzert mit Frank Haunschild (rechts) im „Jazz We Can“ in Bad Marienberg 2012

## Diskographische Hinweise
- Light-Weight-Sight (Vondue, 1988) mit Peter Weniger, Matthias Bröde, Stefan Rademacher, Peter Baumgärtner (Tritonus; Wiederauflage 1993)
- Two Sessions (SOB, 1994) mit Matthias Bröde, Rolf Marx, Bernd Zinsius, Stefan Rademacher, Wolfgang Ekholt bzw. Jürgen Peiffer
- Favorite Songs (Mons Records, 1997) mit Frank Haunschild
- Better Days (Acoustic Music, 2003) mit Frank Haunschild
- Solo (Acoustic Music, 2005)
- 4 the Road (Acoustic Music, 2009) mit Frank Haunschild
- Stars (Mons Records, 2013), mit Paul Heller, Hubert Nuss, German Klaiber, Michael Küttner
- Songs in the Key of Jazz (Ajazz 2021), mit Rolf Marx, German Klaiber sowie Matthias Nadolny

## Lexikalische Einträge
- Jürgen Wölfer: Jazz in Deutschland. Das Lexikon. Alle Musiker und Plattenfirmen von 1920 bis heute. Hannibal, Höfen 2008, ISBN 978-3-85445-274-4.